# Kleingebiet Zirc
Das Kleingebiet Zirc (ungarisch Zirci kistérség) war bis Ende 2012 eine ungarische Verwaltungseinheit (LAU 1) innerhalb des Komitat Veszprém in Mitteltransdanubien. Im Zuge der Verwaltungsreform von 2013 ging es hauptsächlich in den nachfolgenden Kreis Zirc (ungarisch Zirci járás) über, die Gemeinde Eplény wurde dem Kreis Veszprém zugeordnet.
Im Kleingebiet Zirc lebten Ende 2012 auf einer Fläche von 339,30 km² 20.032 Einwohner. Mit 59 Einwohnern/km² lag die Bevölkerungsdichte unter dem Wert des Komitats.
Verwaltungssitz war die einzige Stadt Zirc (7.106 Ew.).

## Ortschaften
Die folgenden Ortschaften gehörten zum Kleingebiet Zirc:
| Bakonybél     | Bakonynána | Bakonyoszlop | Bakonyszentkirály | Borzavár |
| Csesznek      | Csetény    | Dudar        | Eplény            | Lókút    |
| Nagyesztergár | Olaszfalu  | Pénzesgyőr   | Porva             | Szápár   |
| Zirc          |            |              |                   |          |